# Razza di deficienti!
Razza di deficienti! (Silly Asses) è un racconto fantascientifico di Isaac Asimov, pubblicato nel 1958 nella rivista Future Science Fiction. È uno dei più citati racconti dello scrittore.
È stato edito in italiano a partire dal 1976.

## Trama
Naron è incaricato di tenere i registri galattici: ne ha due, quello grande  in cui scrive i nomi delle razze di tutte le galassie che avevano raggiunto una certa intelligenza e quello più piccolo, in cui scrive le razze che avevano raggiunto la maturità, cioè che erano adatte a far parte della Federazione Galattica. Durante le registrazioni delle galassie appare il pianeta Terra per la scoperta dell'energia atomica, pertanto viene aggiunta in entrambi i registri. Tuttavia, venuto a sapere che i terrestri non avevano ancora tentato vie per lo spazio e che di conseguenza facevano esperimenti atomici sul loro pianeta, si vede costretto a depennarli e a cancellarli dal registro piccolo, esclamando "Razza di deficienti!".

## Edizioni
- Isaac Asimov, Silly Asses, in Future Science Fiction, febbraio 1958.
- Isaac Asimov, Razza di deficienti! in: Testi e note n. 2 (Buy Jupiter, 1975), traduzione di Beata Della Frattina, Urania n. 699, Milano, Arnoldo Mondadori Editore, 20 giugno 1976.